# Kátoly, Baranya
Kátoly (în croată Katolj) este un sat în districtul Pécsvárad, județul Baranya, Ungaria, având o populație de 327 de locuitori (2011).

## Demografie
Componența etnică a satului Kátoly
     Maghiari (65,62%)
     Croați (24,04%)
     Germani (8,09%)
     Romi (2,25%)
Componența confesională a satului Kátoly
     Romano-catolici (65,75%)
     Fără religie (7,03%)
     Reformați (3,67%)
     Necunoscută (23,55%)
     Alte religii (1,83%)
Conform recensământului din 2011, satul Kátoly avea 327 de locuitori. Din punct de vedere etnic, majoritatea locuitorilor (65,62%) erau maghiari, existând și minorități de croați (24,04%), germani (8,09%) și romi (2,25%).  Din punct de vedere confesional, majoritatea locuitorilor (65,75%) erau romano-catolici, existând și minorități de persoane fără religie (7,03%) și reformați (3,67%). Pentru 23,55% din locuitori nu este cunoscută apartenența confesională.